# Ingvar Carlsson
Ingvar Carlsson là một chính khách Thụy Điển đã giữ chức Thủ tướng Thụy Điển hai lần, lần đầu tiên là 1986-1991 và lần thứ hai là 1994-1996. Ông là lãnh đạo Đảng Dân chủ Xã hội Thụy Điển từ năm 1986 đến năm 1996.